# 帝王級
帝王級（日语：テーオーロイヤル），是日本現役純種競賽馬匹。目前主要勝場有2024年春季天皇賞。

## 出賽前
2018年3月6日出生於北海道浦和町三嶋牧場，成長途中被馬主小笹公也購入。
其後交由栗東訓練中心練馬師岡田稻男訓練。

## 競賽生涯

### 2歲
2020年12月19日出戰阪神競馬場2歲新馬戰，比賽途中保持於中團位置推進，於直路稍微加速下跑獲第三。

### 3歲
2021年1月出戰3歲未勝利戰，繼續採用居中戰術下於直路未能跑出上仗的末腳速度，最終以第九落敗。
其後3月再度挑戰3歲未勝利戰，本次繼續採用偏後置的跑法下於戰直路展現些微追勢，但仍然未能取勝僅得第四。
4月4日第三度挑戰3歲未勝利戰，比賽初段因出閘不順而保持於中團位置，並順應騎師菱田裕二的指示未有太快加速。通過第四彎道時，其於內欄位置開始推進並加速，最終於直路成功突破並轟出全長最佳末腳，成功於終點線超越對手取首次勝。
其後以青葉賞作為目標，雖然賽前僅獲得第十五人氣，但最終憑借後上戰術搭配於直路的後600米33.9秒末腳速度，成功於最後關頭殺上，最終僅敗於錦城妙事、Kingston Boy及蹄踏神速爆冷取得第四。
休養過後於10月出戰3歲以上一捷馬戰，保持於中團位置下於直路成功壓贏對手取得勝利，其後於兵庫特別及尼崎錦標均一改後置的跑法採用先行戰術，最終亦成功奪得三連勝。

### 4歲
2022年首戰選擇為三級賽鑽石錦標，賽前因上年度下半年的穩定戰績取得第四人氣。比賽開始後，其於第四左右的位置逐步推進，通過第三彎道時候開始尋找位置加速。進入直路後，其經已取得領先的優勢，後續繼續衝刺下亦能抵擋後方第十一人氣伏兵奔向紅玫的追擊，以2 1/2馬位優勢取得首個分級賽冠軍。
其後按照計劃挑戰一級賽春季天皇賞，比賽初段繼續以先行戰術處於第四的位置，並於第二圈第三彎道開始加速佔據領放馬領銜後方的位置。進入直路後，其仍然保持於領銜後方的位置，但於中段開始逐漸失速之下無法迫近對手，最終更被緣厚情摯趕過的情況下以第三完賽。
夏季休養過後於9月的產經賞復出，縱然其於比賽途中一直佔據有遮擋的有利位置，但於直路無法進一步加速下以第五完賽。

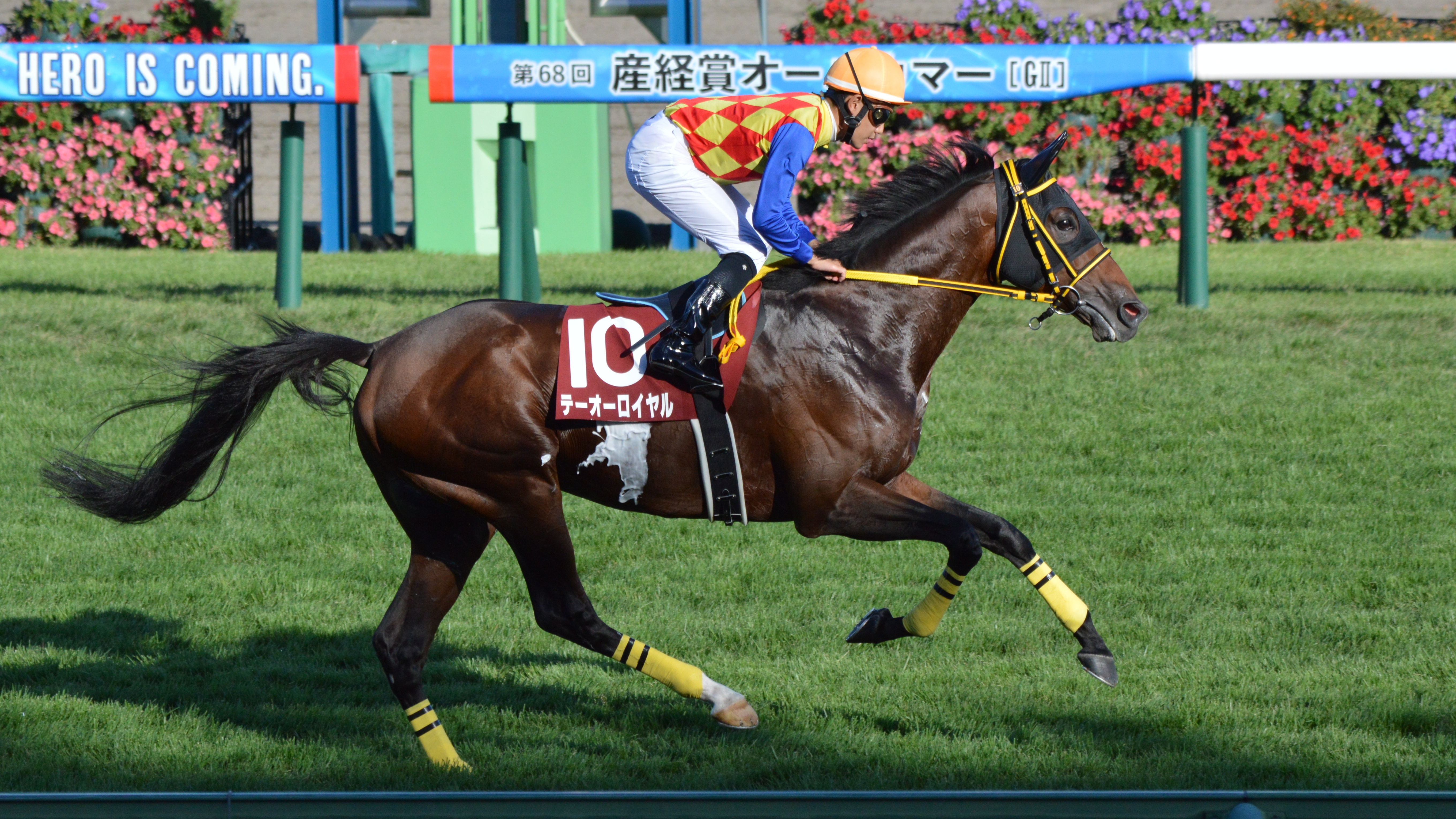
出戰產經賞的帝王級

11月6日出戰阿根廷共和國盃，雖然於比賽前半段維持良好節奏逐步推進並於直路交出不俗的表現，但於中段受到撞欄而反彈外閃的King of Dragon之影響急劇失速，最終以第六落敗。
11月27日出戰日本盃，然而採用前置跑法下於直路未能維持速度，最終以第十一名沉底大敗。

### 5歲
2023年年初原定遠征沙特阿拉伯出戰紅海草地讓賽，但最終陣營選擇避戰，其後更被檢查出右後腳髖骨出現骨折需要進入長期休養。
11月5日傷愈後復出出戰阿根廷共和國盃，然而未能發揮自身優勢下以第十大敗。
其後出戰全日本距離最長的分級賽長途馬錦標，賽前取得第二人氣。比賽開始後，其選擇保持於約莫第六、七左右的位置穩步推進，並於比賽途中維持自身的節奏行走。進入直路後，其成功於所在位置展開加速並跑出全場最佳末腳，最終超越眾多對手下僅敗於採用領放戰術的鐵甲巴魯取得第二。

### 6歲
2024年首戰定為鑽石錦標，比賽開始後其中團靠前位置逐步推進，於比賽途中維持於稍微外疊的位置。進入直路後，其以良好的反應衝出並迫近前方領先的金輝佳作，最終成功於纏鬥中壓贏對手下以頸位優勢取勝。
3月17日繼續於長途戰線行進，目標為阪神大賞典。比賽開始後，其仍然採取主動的戰術搶佔位置保持於第三，並於比賽途中一直維持在內欄。進入直路後，其經已取得領先，後續繼續加速之下更轟出全場最快末腳，以5馬位優勢輕鬆戰勝對手取得分級賽連勝。
4月28日乘勢出戰春季天皇賞，賽前取得第一人氣。比賽開始後，其面對前方摩天威獅的領放，仍然選擇保持於約莫第四、五穩定加速，同時亦不斷尋找有利位置而保留體力。通過第二圈三、四彎道時，其開始向前取位，並於直路開頭超越前方的賽駒取得領先。直路中段，其於繼續於最前方位置不斷展開加速，最終一直保持優勢下成功抵擋後方外檔位置來襲的響號，取得首個一級冠軍之餘，亦為騎師菱田帶來首個一級賽優勝。

### 詳細賽績
| 日期       | 舉辦國家 | 馬場 | 距離   | 級別 | 賽事名稱       | 負重 | 騎師     | 馬號 | 出馬 | 名次 | 時間   | 頭馬（二馬）          |
| ---------- | -------- | ---- | ------ | ---- | -------------- | ---- | -------- | ---- | ---- | ---- | ------ | --------------------- |
| 19/12/2020 | 日本     | 阪神 | 草1600 |      | 2歲新馬        | 55   | 幸英明   | 16   | 18   | 3    | 1:37.3 | 英女皇塔              |
| 16/1/2021  | 日本     | 中京 | 草1600 |      | 3歲未勝利      | 56   | 幸英明   | 8    | 16   | 9    | 1:35.3 | 守望巴魯              |
| 13/3/2021  | 日本     | 阪神 | 草2000 |      | 3歲未勝利      | 56   | 菱田裕二 | 9    | 15   | 4    | 2:03.1 | 先見                  |
| 4/4/2021   | 日本     | 阪神 | 草2400 |      | 3歲未勝利      | 56   | 菱田裕二 | 11   | 16   | 1    | 2:28.4 | （金飛羽）            |
| 1/5/2021   | 日本     | 東京 | 草2400 | GII  | 青葉賞         | 56   | 菱田裕二 | 11   | 18   | 4    | 2:25.3 | 錦城妙事              |
| 3/10/2021  | 日本     | 中京 | 草2200 |      | 3歲以上1捷馬   | 54   | 菱田裕二 | 3    | 16   | 1    | 2:12.5 | （Satsuki Happiness） |
| 23/10/2021 | 日本     | 阪神 | 草2400 |      | 兵庫特別       | 54   | 菱田裕二 | 4    | 9    | 1    | 2:26.3 | （Machaon d'Or）      |
| 20/11/2021 | 日本     | 阪神 | 草2400 |      | 尼崎錦標       | 55   | 菱田裕二 | 11   | 11   | 1    | 2:24.9 | （日和玄驥）          |
| 19/2/2022  | 日本     | 東京 | 草3400 | GIII | 鑽石錦標       | 54   | 菱田裕二 | 9    | 14   | 1    | 3:30.1 | （奔向紅玫）          |
| 1/5/2022   | 日本     | 阪神 | 草3200 | GI   | 春季天皇賞     | 58   | 菱田裕二 | 7    | 18   | 3    | 3:17.4 | 領銜                  |
| 25/9/2022  | 日本     | 中山 | 草2200 | GII  | 產經賞         | 56   | 菱田裕二 | 10   | 13   | 5    | 2:13.5 | 吉典娜                |
| 6/11/2022  | 日本     | 東京 | 草2500 | GII  | 阿根廷共和國盃 | 57.5 | 菱田裕二 | 5    | 18   | 6    | 2:31.3 | 破空極光              |
| 27/11/2022 | 日本     | 東京 | 草2400 | GI   | 日本盃         | 57   | 菱田裕二 | 13   | 18   | 14   | 2:25.3 | 飄揚青帆              |
| 5/11/2023  | 日本     | 東京 | 草2500 | GII  | 阿根廷共和國盃 | 58.5 | 濱中俊   | 16   | 18   | 10   | 2:30.5 | 輕風飛                |
| 2/12/2023  | 日本     | 中山 | 草3600 | GII  | 長途馬錦標     | 57   | 濱中俊   | 11   | 16   | 2    | 3:45.8 | 鐵甲巴魯              |
| 17/2/2024  | 日本     | 東京 | 草3400 | GIII | 鑽石錦標       | 58.5 | 菱田裕二 | 9    | 10   | 1    | 3:30.2 | （金輝佳作）          |
| 17/3/2024  | 日本     | 阪神 | 草3000 | GII  | 阪神大賞典     | 57   | 菱田裕二 | 6    | 15   | 1    | 3:06.8 | （迅追風）            |
| 28/4/2024  | 日本     | 京都 | 草3200 | GI   | 春季天皇賞     | 58   | 菱田裕二 | 14   | 17   | 1    | 3:14.2 | （響號）              |

## 血統簡介
父系醋丈夫為日本賽駒，生涯活躍於一哩賽事，曾勝出一級賽朝日盃未來錦標。祖父夏威夷王爲日本賽駒，生涯戰績極爲優秀，僅得一戰未能獲勝，曾勝出一級賽NHK一哩賽及東京優駿（日本打吡），爲日本史上首匹贏得變則二冠的賽駒。
母系Meisho Ohi為日本賽駒，生涯戰績不佳僅勝出三場賽事。外祖父曼城茶座爲日本賽駒，生涯於長距離賽事有良好表現，包括勝出菊花賞、有馬紀念及春季天皇賞等長距離賽事。

### 血統表
| 父線：金滿寶系（淘金者系）                                   |                              |                |               |
| 種馬 醋丈夫 2013年（深棗色）                                 | 夏威夷王 2001年（棗色）      | 金滿寶         | 淘金者        |
| 種馬 醋丈夫 2013年（深棗色）                                 | 夏威夷王 2001年（棗色）      | 金滿寶         | Miesque       |
| 種馬 醋丈夫 2013年（深棗色）                                 | 夏威夷王 2001年（棗色）      | Manfath        | 最後大官      |
| 種馬 醋丈夫 2013年（深棗色）                                 | 夏威夷王 2001年（棗色）      | Manfath        | Pilot Bird    |
| 種馬 醋丈夫 2013年（深棗色）                                 | 西沙里奧 2002年（黑色）      | 特別週         | 週日寧靜      |
| 種馬 醋丈夫 2013年（深棗色）                                 | 西沙里奧 2002年（黑色）      | 特別週         | Campaign Girl |
| 種馬 醋丈夫 2013年（深棗色）                                 | 西沙里奧 2002年（黑色）      | Kirov Premiere | 鞍匠井        |
| 種馬 醋丈夫 2013年（深棗色）                                 | 西沙里奧 2002年（黑色）      | Kirov Premiere | Querida       |
| 繁殖雌馬 Meisho Ohi 2008年（深棗色）                         | 曼城茶座 1998年（棕色）      | 週日寧靜       | Halo          |
| 繁殖雌馬 Meisho Ohi 2008年（深棗色）                         | 曼城茶座 1998年（棕色）      | 週日寧靜       | Wishing Well  |
| 繁殖雌馬 Meisho Ohi 2008年（深棗色）                         | 曼城茶座 1998年（棕色）      | Subtle Change  | Law Society   |
| 繁殖雌馬 Meisho Ohi 2008年（深棗色）                         | 曼城茶座 1998年（棕色）      | Subtle Change  | Santa Luciana |
| 繁殖雌馬 Meisho Ohi 2008年（深棗色）                         | Alpine Rose 1999年（深棗色） | Kris S.        | 雷弼圖        |
| 繁殖雌馬 Meisho Ohi 2008年（深棗色）                         | Alpine Rose 1999年（深棗色） | Kris S.        | Sharp Queen   |
| 繁殖雌馬 Meisho Ohi 2008年（深棗色）                         | Alpine Rose 1999年（深棗色） | Amizette       | Forty Niner   |
| 繁殖雌馬 Meisho Ohi 2008年（深棗色）                         | Alpine Rose 1999年（深棗色） | Amizette       | Courtly Dee   |
| 雌系：Courtly Dee（號族：A4）                                |                              |                |               |
| 五代內近親交配：週日寧靜 4×3、淘金者 4×5、Hail to Reason 5×5 |                              |                |               |

## 命名由來
名字中，T O（テーオー）是馬主小笹公也冠名，出自其名字公也羅馬化後的首字母「T」及姓氏小笹羅馬化後的首字母「O」，Royal（ロイヤル）即是皇室的意思，香港則忽略冠名部分，翻譯為「帝王級」。

## 外部連結
- 帝王級 netkeiba.com （页面存档备份，存于）
- 血統表 （页面存档备份，存于）